# A csókfülke 3.
A csókfülke 3. (eredeti cím: The Kissing Booth 3) 2021-ben bemutatott amerikai tini romantikus filmvígjáték, amelyet Vince Marcello rendezett Marcello és Jay Arnold forgatókönyvéből. A film a Csókfülke és a Csókfülke 2. folytatása, A csókfülke-filmsorozat harmadik és egyben utolsó része, ami Beth Reekles A csókfülke című könyvei alapján készült. A főszerepben Joey King, Joel Courtney, Jacob Elordi, Taylor Zakhar Perez, Maisie Richardson-Sellers, Meganne Young és Molly Ringwald látható.
A film 2021. augusztus 11-én mutatkozott be a Netflixen.

## Szereplők
| Szerep                | Színész                   | Magyar hang      |
| --------------------- | ------------------------- | ---------------- |
| Rochelle ‘Elle‘ Evans | Joey King                 | Boldog Emese     |
| Lee Flynn             | Joel Courtney             | Miller Dávid     |
| Noah Flynn            | Jacob Elordi              | Fehér Tibor      |
| Chloe Winthrop        | Maisie Richardson-Sellers | Kelemen Kata     |
| Marco V. Peña         | Taylor Zakhar Perez       | Czető Roland     |
| Rachel                | Meganne Young             | Eke Angéla       |
| Mrs. Flynn            | Molly Ringwald            | Zakariás Éva     |
| Mr. Evans             | Stephen Jennings          | Holl Nándor      |
| Mr. Flynn             | Morné Visser              | Galbenisz Tomasz |
| Linda                 | Bianca Amato              | Ősi Ildikó       |

## A film készítése
2020 júliusában jelentették be, hogy a harmadik filmet titokban a második filmmel párhuzamosan, 2019-ben Dél-Afrikában forgatták le, King, Elordi, Courtney, Perez, Richardson-Sellers és Young pedig újra szerepet vállalt. Marcello ismét a Jay Arnolddal közösen írt forgatókönyv alapján rendezett.

## Bemutató
A csókfülke 3. 2021. augusztus 11-én jelent meg a Netflixen.